# Râncezire
Râncezirea este o oxidare a grăsimilor, cauzată de o reacție biochimică dintre grăsimi și oxigen (oxidare organică). În acest proces, acizii grași cu lanț lung sunt degradați și se formează compuși cu lanțuri scurte. Unul dintre produșii de reacție este acidul butiric, care cauzează gustul tipic de rânced. Temperaturile scăzute încetinesc considerabil viteza reacției chimice, motiv pentru care alimentele refrigerate râncezesc mai încet.
Pentru a prelungi durata de conservare a produselor alimentare și a le proteja împotriva alterării cauzate de oxidare, cum ar fi râncezirea grăsimilor și modificarea culorii, se folosesc antioxidanți. Un aditiv alimentar cunoscut mai degrabă sub denumirea de E319 este Butilhidrochinona terțiară (TBHQ). Acest antioxidant sintetic, folosit cu rol de aditiv alimentar în prevenirea râncezirii grăsimilor, interzis în unele țări, printre care se află Japonia, nu a fost permis în România până în 2007, când a fost introdus, din raționamente politico-economice.
În uleiurile care încep să râncezească, se dezvoltă aldehide, cetone și alți compuși de oxidare, care modifică neplăcut calitatea (capătă gust amar, neplăcut, miros greu etc.) până la stadiul la care devin neconsumabile. Pentru a preveni râncezirea, în recipientele cu ulei se introduce azot imediat după încărcarea acestora, eliminând astfel oxigenul.